# Chauvoncourt
Chauvoncourt ist eine französische Gemeinde mit 432 Einwohnern (Stand 1. Januar 2022) im Département Meuse in der Region Grand Est (bis 2015 Lothringen); sie gehört zum Arrondissement Commercy und zum Gemeindeverband Communauté de communes du Sammiellois. Die Bewohner nennen sich Chauvoncourtois/Chauvoncourtoises.

## Geografie
Chauvoncourt liegt rund 53 Kilometer südwestlich der Stadt Metz im Osten des Départements Meuse. Verkehrstechnisch ist die Gemeinde fernab von Autobahnen an der D901. Die Maas bildet teilweise die Süd- und Ostgrenze der Gemeinde, die weitflächig bewaldet ist (Bois de Chauvoncourt und Malinbois). 

## Geschichte
Im Ersten Weltkrieg wurde die Gemeinde durch Kriegshandlungen teilweise zerstört. Der Ort gehörte von 1793 bis 1801 zum District Saint Mihiel. Zudem von 1793 bis 1801 zum Kanton Dompcevin und seit 1801 zum Kanton Saint-Mihiel. Die Gemeinde ist seit 1801 dem Arrondissement Commercy zugeteilt. 

## Bevölkerungsentwicklung
Während der Bauzeit der Militäranlagen erreichte die Bevölkerungszahl 1911 einen Rekordstand von 4617 Personen. Durch die Zerstörungen des Ersten Weltkriegs sank die Einwohnerzahl 1921 auf den Tiefststand von 56 Personen.
| Jahr                       | 1962 | 1968 | 1975 | 1982 | 1990 | 1999 | 2006 | 2019 |
| Einwohner                  | 375  | 391  | 409  | 399  | 469  | 461  | 486  | 444  |
| Quellen: Cassini und INSEE |      |      |      |      |      |      |      |      |

## Sehenswürdigkeiten
- Denkmal für die Gefallenen[1]
- Ehemalige Kasernen westlich des Dorfs